# Александер, Эдвард Портер
Эдвард Портер Александер (англ. Edward Porter Alexander; 26 мая 1835 — 27 апреля 1910) — американский военный деятель, генерал армии Конфедеративных Штатов Америки во время Гражданской войны в США, автор мемуаров.

## Ранние годы
Эдвард Портер Александер родился на плантации Фэйрфилд в округе Уилкс, штат Джорджия. Его родители, Адам и Сара Александер, были весьма состоятельными людьми, имели десять детей. Эдвард был шурином двух выпускников Вест-Пойнта, также служивших в армии Конфедерации, Александра Лоутона и Джереми Гилмера. В 1857 году Александер окончил Военную академию США в Вест-Пойнте третьим по успеваемости на своём курсе и был назначен в инженерные войска. С 1857 по 1860 год преподавал в Вест-Пойнте инженерное дело.
10 октября 1858 года Александер получил звание второго лейтенанта армии США. Вскоре он женился на Бетти Мейсон из Виргинии.

## Гражданская война
После сецессии Джорджии в 1861 году Александер покинул ряды американской армии и перешёл на сторону Конфедерации. Он был назначен капитаном артиллерии и вошёл в штаб генерала Борегара незадолго до первого сражения при Бул-Ране. В 1862 году Александер получил назначение полковником артиллерии в первом корпусе Джеймса Лонгстрита. Он участвовал в сражениях при Фредериксберге, Чанселорсвилле и Геттисберге (впоследнем сражении не очень удачно организовал обстрел центра Потомакской армии, что стало оной из причин неудачи южан при попытке прорвать позиции северян). В последнем Александер руководил артподготовкой, предварявшей наступление на Персиковый Сад 2 июля и атаку Пикетта 3 июля. В 1864 году Александер получил звание бригадного генерала, до конца войны он командовал артиллерией в корпусе Лонгстрита. В июне 1864 года, во время осады Петерсберга, Александер был ранен. Он вернулся в армию в 1865 году, когда армия Конфедерации отступала от Ричмонда к Аппоматтоксу. Александер присутствовал на военном совете в лагере генерал Ли вечером 8 апреля, когда принималось решение о капитуляции Северовирджинской армии.

## Послевоенная деятельность
Сразу после войны, с 1866 по 1869 годы, Александер преподавал математику в Университете Южной Каролины. В 1870-х и 1880-х годах он был управляющим железной дорогой в Джорджии, вышел в отставку в 1892 году после финансового скандала. В 1897 году президент Гровер Кливленд отправил Александера в Центральную Америку в качестве арбитра в пограничном споре между Коста-Рикой и Никарагуа.
После гражданской войны Александер неоднократно публиковал мемуары. Своим личным опытом он делился в трудах Южного исторического общества, а также в цикле «Сражения и лидеры Гражданской войны», печатавшемся журналом Century. В 1907 году Александер опубликовал «Военные мемуары конфедерата». В своих воспоминаниях он старался описывать кампании, в которых участвовал, строго военными терминами, используя научный подход, что многие его боевые соратники посчитали высокомерием. Александер подверг критике решение генерала Ли вторгнуться в Пенсильванию, а также его выбор наступательной тактики, в то же время он снимал с Лонгстрита ответственность за поражение при Геттисберге.
Эдвард Портер Александер умер 27 апреля 1910 года в Саванне, штат Джорджия, похоронен на городском кладбище Огасты. Его дочь — Бесси Фиклен — была художницей и поэтессой.

## В кино и литературе
Александер — один из важных персонажей романа Майкла Шаара «The Killer Angels» (1874). В фильме «Геттисберг» роль Александера исполнил Джеймс Патрик Стюарт. Он же сыграл Александера в фильме «Боги и генералы». Александер также фигурирует в альтернативно-историческом романе Гарри Тертлдава «How Few Remain» и в книге Энн Ринальди «In My Father’s House».